# Asopus
Asopus sau Asôpos (Ασωπός) este numele a cinci râuri diferite din Grecia și Turcia, fiind de asemenea și numele zeilor acelor râuri în mitologia greacă.